# Quatuor Pro Arte
Le Quatuor Pro Arte est un ensemble originellement belge et aujourd'hui américain de musique de chambre de deux violons, un alto et un violoncelle.

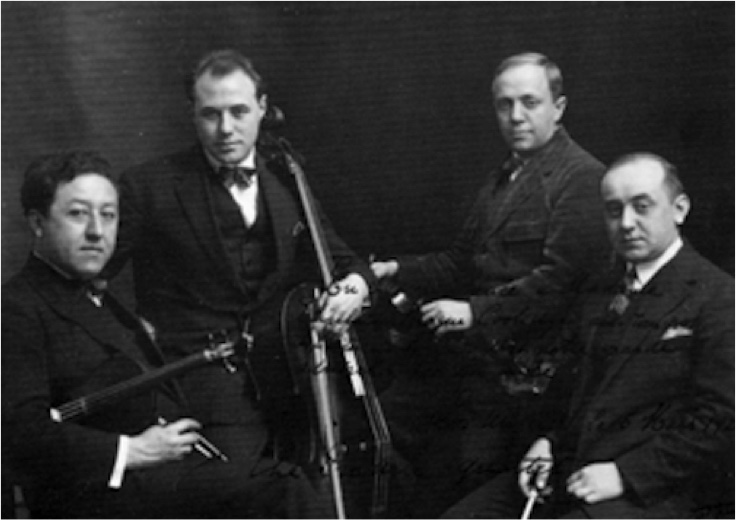
Le Quatuor Pro Arte, c.1930. De g. à dr. :
A. Onnou, R. Maas, L. Halleux, G. Prévost.
Bibliothèque du Conservatoire royal de Bruxelles

## Historique
Fondé en 1912 à Bruxelles, le Quatuor Pro Arte donne ses premiers concerts en 1913. En 1921, il crée – grâce à la collaboration de Paul Collaer et Arthur Prévost – les Concerts Pro Arte dans lesquels le Quatuor interprète de nombreuses œuvres de musique contemporaine, notamment de Béla Bartók, de Honegger, de Milhaud, de Ibert, de Stravinsky, de Hindemith, de Rieti et de Webern, ainsi que des pages – de Casella, de Bohuslav Martinů et de Milhaud encore – commandées pour lui par Elisabeth Sprague-Coolidge, mécène américaine soutenant le Quatuor. Le Quatuor Pro Arte ne se cantonna cependant pas à la musique contemporaine : il donna de nombreux concerts de musique classique, romantique et post-romantique, interprétant des compositions de Haydn, Beethoven, Schubert, Fauré, etc.
Dans les années 1920 et 1930, le Quatuor Pro Arte se produit un peu partout en Europe – Bruxelles, Paris, Rome, Salzbourg, Londres,… – ainsi qu’aux États-Unis et au Canada, accédant à la notoriété internationale.
En 1932, il reçoit le titre de « Quatuor de la Cour de Belgique » en reconnaissance des services rendus à la musique belge. De fait, si le Quatuor Pro Arte s'est révélé « comme un interprète admirable de la littérature classique (...), il s'était passionné pour les musiques nouvelles ; à l'instigation de Paul Collaer, il allait apporter au milieu musical belge une activité novatrice d'une qualité remarquable. »
En 1940, l’ensemble émigre aux États-Unis, où il devient quatuor-résident de l'Université du Wisconsin jusqu’en 1947. Depuis lors et jusqu’à nos jours, le Quatuor Pro Arte est le quatuor à cordes attitré de cette même Université.
Le musicologue et critique musical Henry Prunières ne tarit pas d’éloges à propos du Quatuor Pro Arte, comme en témoignent ces quelques lignes publiées dans La Revue musicale :
« Le quatuor Pro Arte de Bruxelles, qui est aujourd’hui le premier quatuor du monde, prêtait son concours à ce beau concert et se surpassa. La veille, au cours d’une réception intime donnée en l’honneur de Mrs. Coolidge à la Revue Musicale, il avait fait entendre le Quatuor de Debussy et le 3e Quatuor de Paul Hindemith. Il y a deux ans, cet ensemble de jeunes artistes qui travaillent ensemble tous les jours de l’année, semblait avoir atteint la perfection ; ils ont encore fait des progrès ! Il est vraiment impossible de mieux jouer en quatuor. »

## Membres

### Membres actuels
- Premier violon : David Perry (1995).
- Second violon : Suzanne Beia (1995).
- Alto : Sally Chisholm (1991).
- Violoncelle : Parry Karp (1976).

### Membres historiques
Entre 1912 et 1995, la formation a vu se succéder 4 premiers violons, 7 seconds violons, 3 altistes et 8 violoncellistes,, parmi lesquels on peut citer :
- Premier violon : Alphonse Onnou[6] (1912-1940) ; Antonio Brosa (1940-1944) ; Rudolf Kolisch (1944-1967).
- Second violon : Laurent Halleux[a] (1912-1943).
- Alto : Germain Prévost (1912-1947).
- Violoncelle : Fernand-Auguste Lemaire (1912-1916) ; Fernand Quinet (1916-1922) ; Robert Maas (1922-1946) ; Lowell Creitz (1955-1976).

## Créations
- Les Pâques à New-York, Quatuor à cordes nº 2 et 3 d'Arthur Honegger
- Quatuor à cordes nº 2 d'Alexandre Tansman
- Quatuor à cordes d'Albert Roussel (1932)
- Quatuor à cordes nº 6, 7, 8, 9 de Darius Milhaud
- Quintette de Bohuslav Martinů

## Œuvres dédiées
- au Quatuor Pro Arte
  - Béla Bartók : 4e quatuor à cordes
  - Jerzy Fitelberg : Quatuor à cordes no 2 (1928)
  - Milhaud : 7e quatuor à cordes op. 87

- à Elisabeth Sprague-Coolidge, mécène du Quatuor Pro Arte
  - Milhaud : 8e quatuor à cordes op. 121
  - Milhaud : 9e quatuor à cordes op. 140

## Sources
- Alain Pâris, Dictionnaire des interprètes, Bouquins/Laffont 1989, p. 1068
- The New Grove Dictionary of Music and Musicians, ed. St. Sadie, 1991, vol. 15, p. 277-278.
- Anne van Malderen, Historique et apport des diverses formations Pro Arte (1912–1947) au répertoire de la musique contemporaine (thèse de licence en musicologie), Louvain-la-Neuve, Université catholique de Louvain, 1998, 300 p. .